# Bandar ben Khaled al-Fayçal
Bandar ben Khaled al-Fayçal (en arabe : بندر بن خالد الفيصل – en anglais : Bandar bin Khalid Al-Faisal), né en 1965, est un membre de la dynastie Al Saoud, conseiller à la Cour royale avec rang de ministre, et un homme d'affaires saoudien.

## Biographie
Né en 1965 à Riyad, Bandar al-Fayçal est le fils de Khaled ben Fayçal Al Saoud (en) et de al-Anoud bint Abdallah ben Mohammed ben Abderrahmane Al Saoud. Il est le petit-fils du roi Fayçal et l'arrière-petit-fils de Abdelaziz ibn Saoud, le fondateur de l'Arabie saoudite.

## Formation
Il est diplômé en informatique à l'Université du Roi Fahd du Pétrole et des Mines de Dhahran (1988) et en management international à la Fletcher School of Law and Diplomacy de l'université Tufts au Massachusetts, en 2005. Il est pilote d'avion et de planeur avec plus de 4000 heures de vol.

## Carrière
Bandar ben Khaled al-Fayçal est le fondateur en 1995 et président de la société d'investissements Alttmir Company, Ltd, et président de Investments Enterprises Ltd, une holding avec des filiales dans des secteurs diversifiés.
Il est le président de la société Assir Establishment for Press and Publishing, à Abha, éditrice d'Al Watan, un journal réformiste fondé par son père Khaled ben Fayçal Al Saoud (en), mais dont le rédacteur en chef, le journaliste Jamal Khashoggi, avait été deux fois licencié après avoir soutenu des idées progressistes lors « printemps de Riyad » en 2003 puis en 2010. Depuis 2019, le président du journal est Mohammed Bin Abdul Rahim Kabli. Bandar ben Khaled al-Fayçal  est président du groupe de médias Advanced Media Holding Company (AMHC), dont dépendent le journal Al-Watan et la station de radio FM Alif Alif.
He is the Chairman of the Board of Directors of the Arabian Printing and Publishing House, a publisher of many newspapers, magazines and books in Saudi Arabia.
Il est cofondateur et président de la Fondation de la pensée arabe (ar), organisation non gouvernementale créée en 2000 par Khaled ben Fayçal Al Saoud (en) et qui œuvre à promouvoir l'union entre pays arabes par un dialogue constructif.
Il est membre de l'assemblée générale de la Fondation du roi Fayçal (en), une des plus importantes fondations philanthropiques du monde. 
Il a fondé en 2007 et a présidé la compagnie aérienne Sama (en), qui a dû cesser ses activités en 2010. En 2010, il est nommé directeur exécutif de l'Aéroclub d'Arabie saoudite (en).
Depuis 2010, il est vice-président de Painting and Patronage (en), une organisation fondée en 1999 et présidée par son père, Khaled ben Fayçal Al Saoud (en), et consacrée aux échanges entre l'Arabie saoudite et la communauté internationale dans le domaine de l'éducation et de la culture.
Depuis 2018, il est président du Jockey Club of Saudi Arabia, organisateur en février 2020 de la Saudi Cup, la course hippique la mieux dotée avec 20 millions de dollars.

## Distinctions
- Prix Gusi de la Paix 2013[11].